# 蚕室野球場

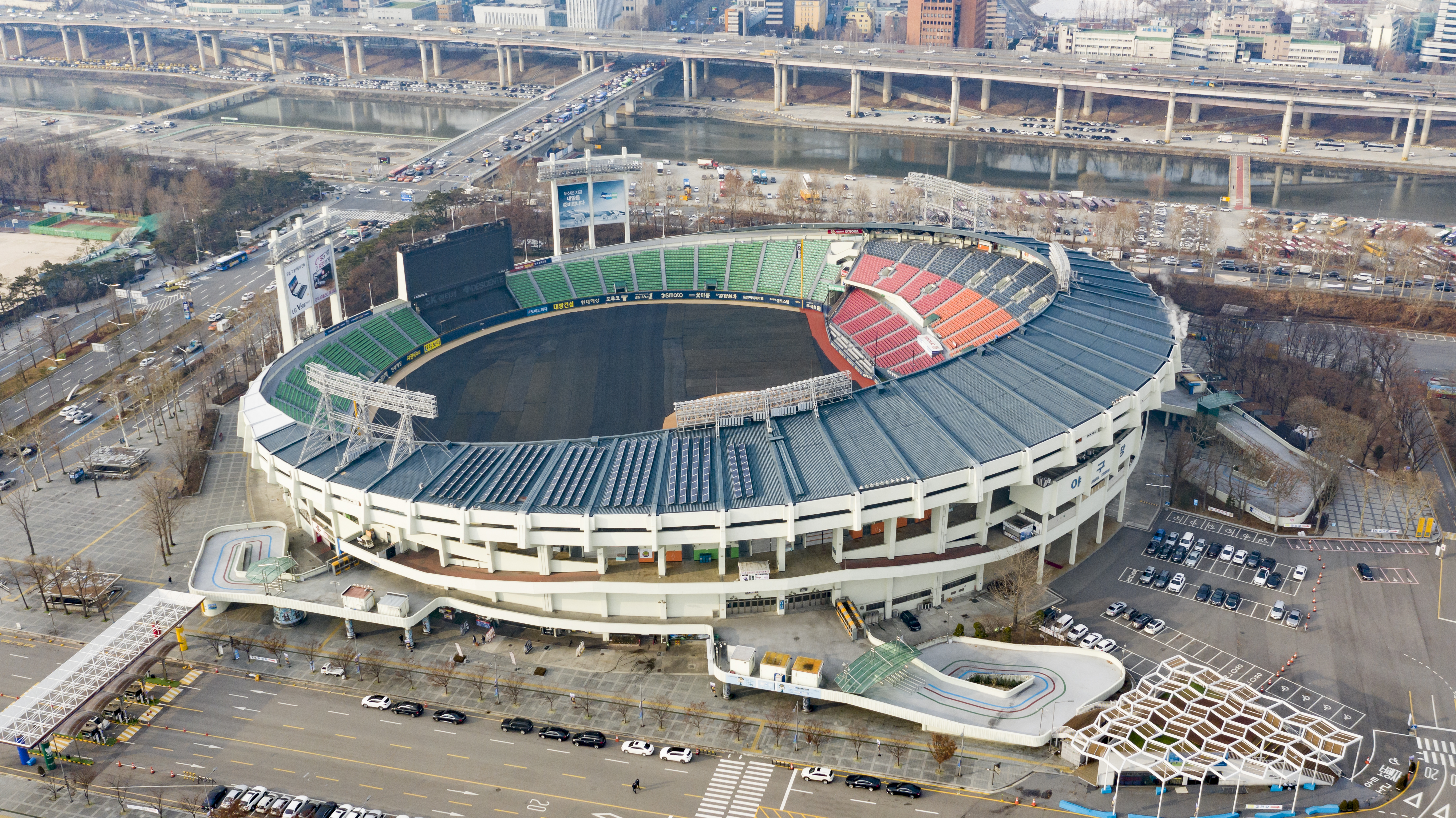
遠景

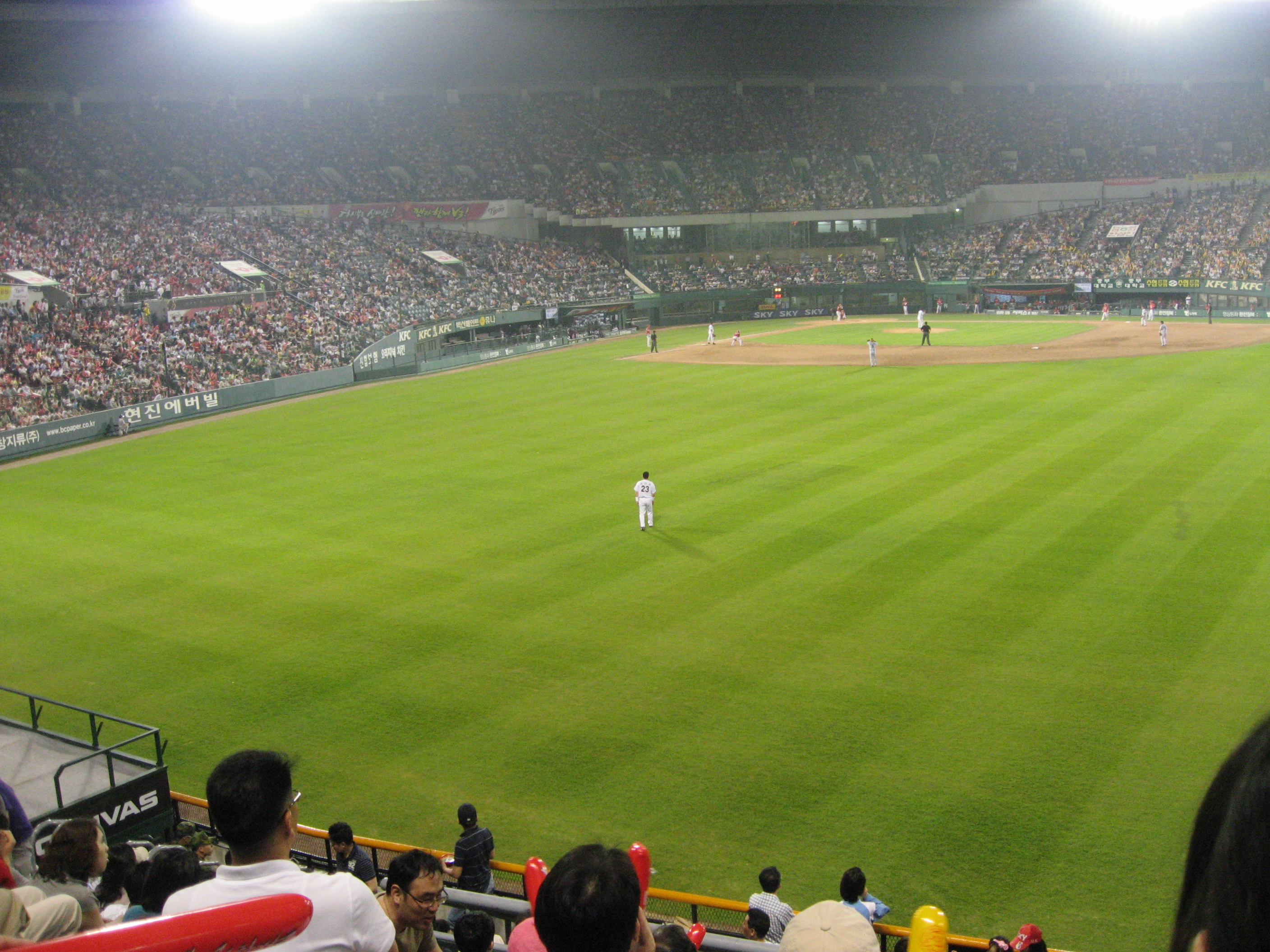
外野席からの眺め

蚕室野球場（チャムシルやきゅうじょう、韓国語：잠실야구장、英語: Jamsil Baseball Stadium）は、大韓民国ソウル特別市松坡区蚕室洞のソウル総合運動場にある野球場。正式名称はソウル総合運動場 野球場（ソウルそうごううんどうじょう やきゅうじょう、韓国語：서울종합운동장 야구장、英語: Seoul Sports Complex Baseball Stadium）。通称、蚕室（チャムシル）。韓国を代表する野球場である。

## 概要
本球場では韓国プロ野球のLGツインズと斗山ベアーズの2球団が本拠地として使用している。この為、シーズン中は月曜日を除き、ほぼ毎日プロ野球の試合が行われる。
本球場は世界野球選手権大会（1982年）やソウルオリンピック（1988年）の野球競技のメイン球場として、国際試合の開催を意識して建設された。1982年に開場すると、同年発足した韓国プロ野球・MBC青龍（現LGツインズ）の本拠地球場となり、さらに1986年からはOBベアーズ（現・斗山ベアーズ）も本拠地として使用するようになった。
ホームからセンターまで125メートル、両翼まで100メートル、左右中間まで120メートルと、その広さは1990年代前後に建設された日本の球場よりも広く、メジャーの球場にも引けを取らないほど。メジャー帰りの奉重根からも「大邱や光州の球場は1Aクラスだが、蚕室はメジャーレベル」とコメントがあった。
あまりの広さのため国内にある他の球場よりもホームランが出にくく、韓国野球界では極端に投手有利な球場として知られている。2009年シーズンからLGツインズ主催試合限定で可動フェンスを、いわゆるラッキーゾーンを設置し、両翼はそのままにセンターや右中間が4メートル短縮され、フェンス自体も従来のものより低くなったが、2011年シーズンに撤廃された。
中堅後方に電光掲示板が設置されており、左側の画面には12回まで表示可能のスコア、メンバー、アウトカウントなどが表示される。右側の画面は大型ビジョンとなっている。
全ての野球場（一部の地方球場及び二軍球場を除く）でスコアボードに表示される『ボールカウント』の、国際基準『BSO』への変更に伴い、当球場とSKワイバーンズの本拠地の文鶴野球場、ロッテ・ジャイアンツの本拠地である社稷野球場も従来の『SBO』から『BSO』に改修された。
2026年末より本球場を解体し、跡地に蚕室ドーム野球場（仮称）を建設することが決まっている。

## 韓国を代表する野球場
1988年にはソウルオリンピックの野球競技の会場となった。1999年にはシドニーオリンピック（2000年）野球競技のアジア予選が開催された。
韓国プロ野球年間総合優勝を決定する韓国シリーズの出場チームの本拠地球場の収容人員が両チームとも30,000人に満たない場合、韓国シリーズの5、6、7戦が当球場で行われることになっていた。これは同じソウルの木洞野球場を本拠地としているネクセン・ヒーローズが同シリーズに出場した場合にも適用された（2014年が該当）。なおこの規定は2015年で廃止され、2016年からは韓国シリーズに進出する2チームの本拠地でのみの開催となるため、蚕室で開催されるのはLG、斗山のいずれか（または両チーム）がレギュラーシーズン1位で直行するか、2-5位によるプレーオフなどのポストシーズンの試合を勝ち抜いて進出するかのいずれかになる。なお2016年、2017年ともに斗山が進出したため韓国シリーズは開催され続けた。
また、2005年6月29日には日本プロ野球パシフィック・リーグ公式戦として千葉ロッテマリーンズ対福岡ソフトバンクホークス戦が行われる予定であったが、前述のように球場の空き日がなく、衛星都市である仁川の文鶴野球場での開催に変更され、その後興行面での調整がつかず中止となっている。

## 主なエピソード

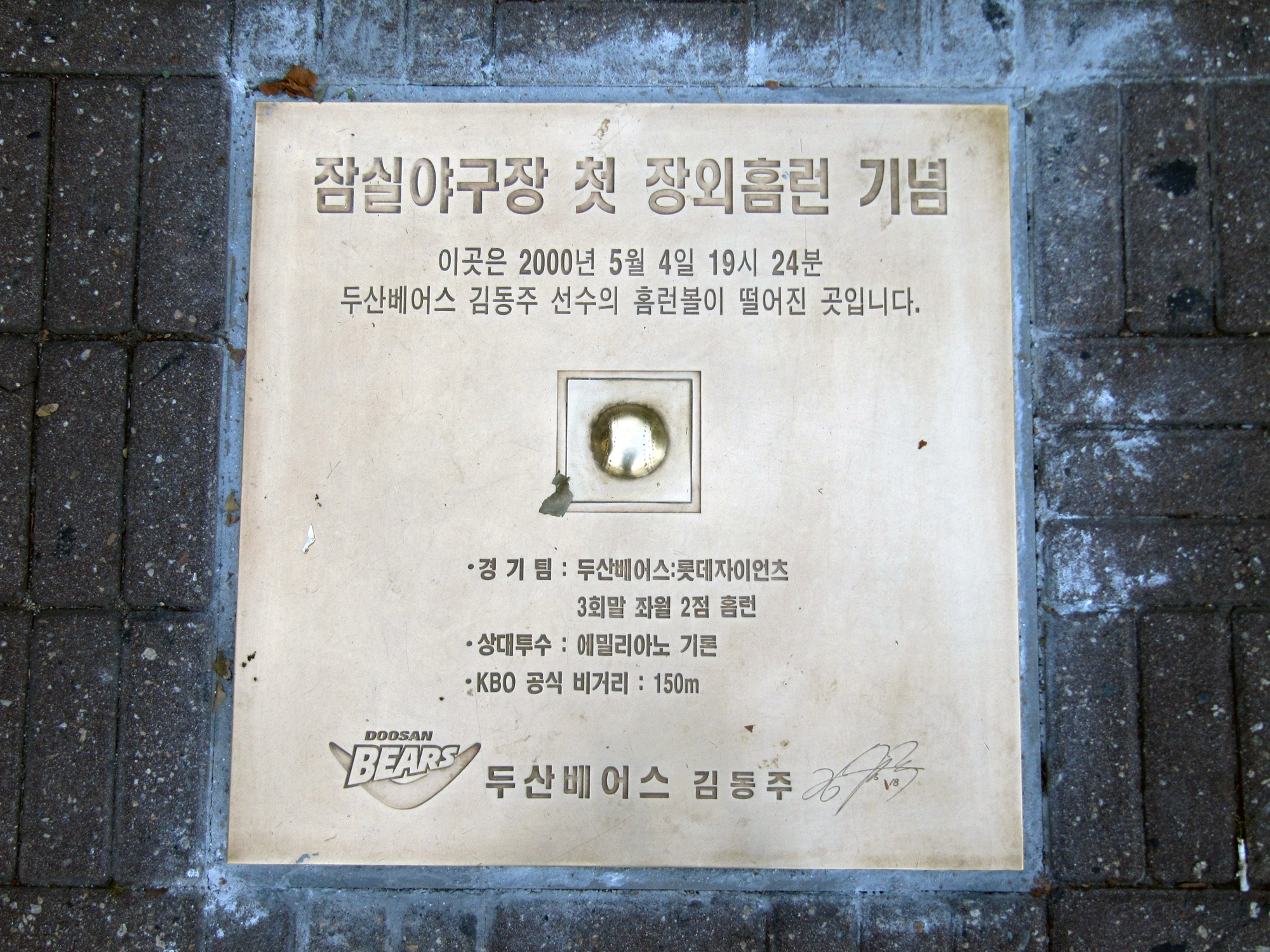
金東柱の場外本塁打落下地点を表すメモリアルプレート

2000年5月4日、斗山対ロッテ戦にて、斗山の金東柱がエミリアーノ・ギロンから放った打球が、レフトスタンド後方のフェンスを越え、推定飛距離150mの当球場初の場外本塁打となった。それを記念し、ボールの落下点にはメモリアルプレートが埋め込まれている。
2006年に開催されたハンファ・イーグルス対サムスン・ライオンズの韓国シリーズではホームチームであるハンファが3塁側ベンチを使用していたが、スコアボードにはビジターチームが3塁側、ホームチームが1塁側になるというアクシデントが起きていた。
2009年10月24日に開催された起亜タイガース対SKワイバーンズの韓国シリーズ第7戦は5－5の同点の9回裏、羅志完外野手のホームランでサヨナラ勝ちを収めた起亜が対戦成績を4勝3敗で終え、12年ぶりの韓国シリーズ優勝を決めている。MVPには優勝を決めるサヨナラホームランを放ったナ・ジワン外野手が選ばれている。

## 交通機関
- ソウル地下鉄❷ソウル交通公社2号線・❾ソウル市メトロ9号線の総合運動場駅下車5番または6番出口すぐ。ソウルの中心街からは約40分。